# Tibiagomphus
Tibiagomphus is een geslacht van libellen (Odonata) uit de familie van de rombouten (Gomphidae).

## Soorten
Tibiagomphus omvat 2 soorten:
- Tibiagomphus noval (Rodrigues, 1985)
- Tibiagomphus uncatus (Fraser, 1947)